# Lavash
Lavash (armeni: լավաշ, àzeri i turc: lavaş, persa: لواش, georgià: ლავაში) és un pa pla, suau i prim fet amb farina, aigua i sal en un tandoor, que es consumeix arreu del sud del Caucas, Àsia Occidental, i les àrees que envolten la mar Càspia. El lavash és una de les menes de pa més esteses a Armènia, Iran, Azerbaidjan i Turquia.

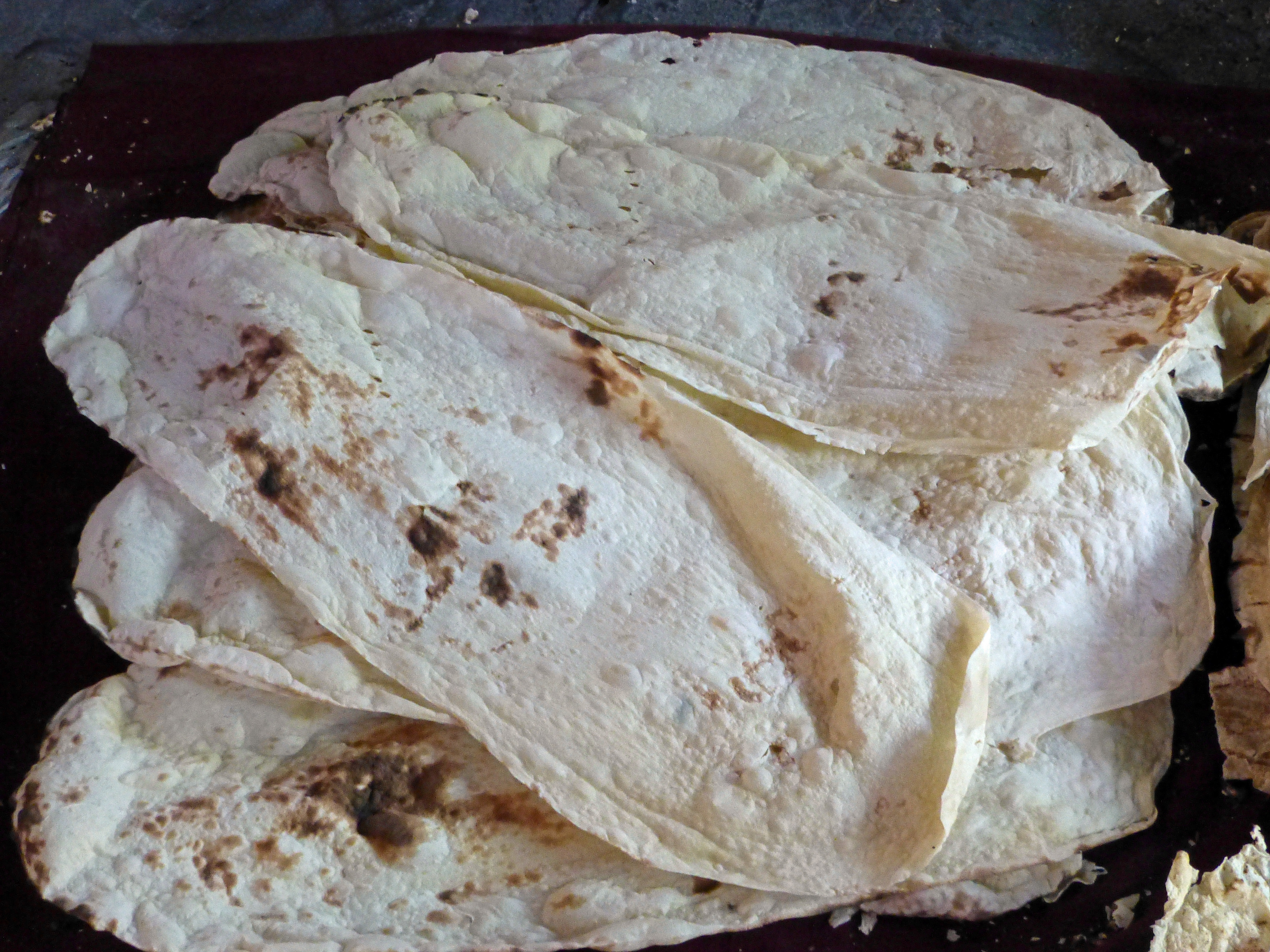
Pa lavash

Al 2014, "Lavash, la preparació, significat i aparença del pa tradicional armeni com a expressió de cultura" fou inscrit a la llista del Patrimoni Cultural Intangible de la Humanitat de la UNESCO.
Alguns especialistes d'alimentació moderns afirmen que és originari d'Armènia, mentre que uns altres declaren que prové de l'Orient Mitjà. Segons Peter Reinhart, "El lavash, encara que sovint és anomenat pa pla armeni, també té arrels iranianes i ara es consumeix arreu de l'Orient Mitjà i el món."
Per a fer dürüm generalment s'utilitza lavaş.